# 圣加大肋纳的神秘婚姻 (柯勒乔，巴黎)

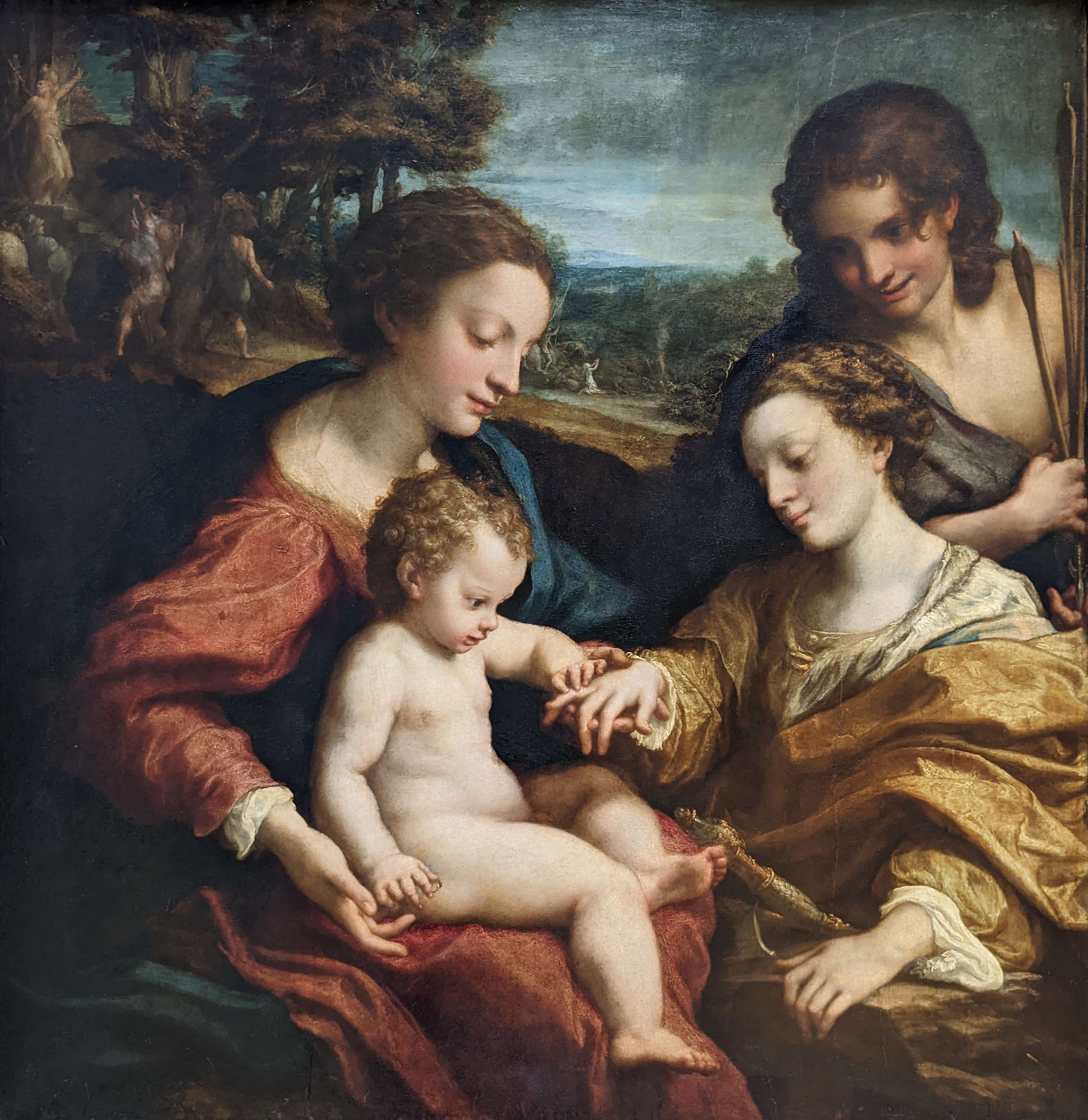

圣加大肋纳的神秘婚姻是意大利文艺复兴晚期艺术家安东尼奥·达·柯勒乔的一幅画，可追溯到 1520 年代中期，目前在法国巴黎的卢浮宫展出。

## 历史
瓦萨里提到，这幅画最初是在一位摩德纳医生弗朗切斯科·格里伦佐尼的家中。1582 年，枢机主教路易吉·德埃斯特收购了这幅画，将其赠予圣菲奥拉伯爵夫人和教宗儒略三世 的侄孙女卡塔琳娜·诺比利·斯福尔扎。在 1595 年，仍由她所有。 
1614 年，这幅画在罗马，是圣菲奥拉枢机主教斯福尔扎的财产， 毫无疑问，是由他继承了这幅画。画后来由希皮奥内·博尔盖塞拥有，然后由枢机主教安东尼奥·巴贝里尼拥有；后者在 1650将其交给了儒勒·马萨林。路易十四于 1661 年以 15000里弗从马萨林的继承人手中买下了它。 
柯勒乔首次描绘的这个主题（并没有被普遍接受为他的作品），现藏于那不勒斯。卢浮宫的这幅画可以追溯到 1520 年代初期，它清楚地显示出达·芬奇影响的迹象（尤其是嘴唇、手、面容），柯勒乔在努力传达柔和优雅的效果时特别容易受到影响。
这幅画现有许多复制品，其中许多仍然存在。它经常成为艺术家的灵感来源：在 19 世纪，曾由路易斯·古斯塔夫·里卡德复制，并多次被亨利·方丹·拉图尔复制。 